# Remigijus Šukevičius
Remigijus Šukevičius (ur. 3 maja 1970 w Kownie) – litewski zapaśnik walczący w stylu klasycznym. Dwukrotny olimpijczyk. Zajął dwunaste miejsce w Atlancie 1996 i odpadł w eliminacjach w Barcelonie 1992. Walczył w wadze koguciej.
Dziesiąty na mistrzostwach świata w 1995. Piąty na mistrzostwach Europy w 1994. Drugi na igrzyskach bałtyckich w 1993. Siódmy na igrzyskach wojskowych w 1999 roku.

## Letnie Igrzyska Olimpijskie 1992
| Konkurencja | Rundy eliminacyjne      | Rundy eliminacyjne  | Klas. końcowa |
| Konkurencja | Przeciwnik I            | Przeciwnik II       | Miejsce       |
| ----------- | ----------------------- | ------------------- | ------------- |
| 57 kg       | Nikoła Żelazkow (BGR) P | Dennis Hall (USA) P | 2 runda.      |

## Letnie Igrzyska Olimpijskie 1996
| Konkurencja | Rundy eliminacyjne      | Repasaże             | Repasaże               | Klas. końcowa |
| Konkurencja | Przeciwnik I            | Przeciwnik I         | Przeciwnik II          | Miejsce       |
| ----------- | ----------------------- | -------------------- | ---------------------- | ------------- |
| 57 kg       | Rusłan Chakymow (UKR) P | Nabil Salihi (TUN) Z | Sarkis Elngian (GRE) P | 12.           |